# Apsorpcija svetlosti
Apsorpcija svetlosti je pojava transformacije elektromagnetne energije u unutrašnju energiju, na primer toplotnu energiju. Kada se fotoni sudare sa atomima ili molekulima povećava se brzina atoma i molekula. U mikro prostoru to dovodi do promene dotadašnjeg rasporeda atoma i molekula ili stanja u materiji. Kada više molekula u telu poveća brzinu, telo postaje toplije. Ovu toplotu telo potom emituje kao toplotnu energiju. Fotoni u procesu apsorpcije gube energiju sudarajući se usput sa velikim brojem molekula. Najzad sa manjom energijom izlaze iz tela kao infracrveni (toplotni) fotoni koji imaju veću talasnu dužinu ili manju frekvenciju.
Vidljiva svetlost je deo elektromagnetno zračenje, koje obuhvata talasne dužine od 390 do 720 nm, a koje ljudsko oko vidi. Za izvesne biljke ovaj opseg "svetlosti" je na oba kraja nešto proširen. Tako dugotalasno ultraljubičasto zračenje (320 - 390 nm) ima aktivnost u nekim pokretima biljaka, a blisku infra-crvenu svetlost (do 1000 nm) izvesne bakterije mogu da koriste u fotosintezi. Elektromagnetno zračenje se karakteriše talasnom dužinom (λ)(frekvencijom) i energijom. Ukoliko je talasna dužina veća (tj. frekvencija manja) opada energija koju nosi jedan kvant svetlosti (foton). Plava svetlost talasne dužine od 400 nm ima energiju od 299,1 kJ po jednom molu kvanta, a crvena svetlost od 700 nm ima samo 170,9 kJ.
U određenom opsegu sva elektromagnetna zračenja mogu da deluju na strukturu molekula koji ih apsorbuju. γ-zraci, Χ-zraci i kratkotalasni UV zraci imaju visoku energiju i utiču na veze među česticama koje grade atomska jezgra. Stoga dolazi do promena, raspada organskih materija koje su izložene ovim zračenjima. Promene u strukturi nukleinskih kiselina i proteina pod uticajem kratkotalasnih zračenja su stoga vrlo štetne za živa bića, a često i letalne.

Zraci vidljive svetlosti, međutim, nemaju dovoljnu energiju da izazovu značajna ireverzibilna oštećenja organskih jedinjenja. Ovi zraci se apsorbuju u spoljašnjem elektronskom omotaču molekula pigmenata, u koji ulaze spoljašnji, ili valentni elektron. Elektroni koji pripadaju samo jednom atomskom jezgru zovu se n-elektroni, a oni koji su zajednički za dva jezgra i grade vezu među njima mogu biti σ-elektroni ili π-elektroni, što zavisi od odnosa njihove putanje i osovine između jezgara. Kod organskih molekula, sto je veći broj konjugovanih veza, talasna dužina svetlosti koja se apsorbuje je veća. 

## Apsorpcioni spektri pigmenata
Fotosintetički pigmenti apsorbuju svetlost određenih talasnih dužina i stoga imaju boju propuštene ili odbijene svetlosti. Apsorpcioni spektri, koji su karakteristični za pojedine pigmente, predstavljaju se grafički tako, što se apsorbancija nacrta u funkciji talasne dužine. Svi hlorofili imaju dve zone apsorpcije, jednu u plavom i drugu u crvenom delu spektra, ali su talasne dužine maksimalne apsorpcije različite. Tako hlorofil a u etarskom rastvoru apsorbuje najviše svetlosti od 430 i 663 nm, a hlorofil b na 450 i 643 nm. Karotenoidi apsorbuju samo u ljubičastom i plavom delu spektra. Za sve njih je karakterističan spektar sa dva ili tri vrha. β–karoten ima plato na 420 nm i vrhove na 460 i 480 nm. Fukoksantin, ksantofil koji se nalazi kod mrkih algi, apsorbuje i plavo-zeleni deo spektra, sve do 500 nm. Fikobilini apsorbuju svetlost između zelenog i crvenog dela spektra, i to fikocijanin između 500 i 618 nm, a fikoeritrin od 450 do 576 nm.
Ukupna apsorpcija lista ili ćelija algi je dosta široka i ona predstavlja zbir apsorpcija pojedinih pigmenata. Raznolikost pigmentnih sistema omogućava biljkama da u fotosintezi iskoriste veći opseg svetlosnog zračenja.
Pojava da se biljke adaptiraju u odnosu na sredinu tako što izgrađuju pigmente čija je boja komplementarna boji raspoložive svetlosti naziva se komplementarna hromatična adaptacija. 

## Akcioni spektri fotosinteze
U svim fiziološkim procesima u kojima svetlost učestvuje, od značaja je da se utvrdi akcioni spektar svetlosti za taj proces. Akcioni spektri se mere na sledeći način: biljke se osvetljavaju monohromatskom svetlošću rastućih talasnih dužina, sa 10 ili 20 nm razmaka, npr. 410,420,430,...,680,690,700 nm, pri čemu se vodi računa da upadna energija svetlosti za sve talasne dužine bude jednaka. Pri svakom osvetljenju određuje se intezitet fotosinteze merenjem nekog parametra, npr. količine oslobođenog O2. Akcioni spektar se predstavlja grafički kao intezitet procesa u funkciji od talasne dužine.

### Podudarnost akcionog i apsorpcionog spektra
Pošto u svakom fiziološkom procesu može biti aktivna samo ona svetlost koja je apsorbovana, jasno je da se akcioni spektri moraju podudarati sa apsorpcionim spektrima pigmenata. Podudarnost ovih spektara je indikacija o tome koji pigmenti u datom procesu imaju ulogu receptora.
Ukupni apsorpcioni spektri lista ili ćelija algi podudaraju se sa akcionim spektrima fotosinteze. Postoje samo dve zone u kojima podudarnost nije potpuna. Prva leži u plavom delu spektra, oko 480 nm, gde je apsorpcija relativno veća od aktivnosti. Druga zona je u daleko crvenom delu spektru, na talasnim dužinama oko 700 nm. U tom delu je apsorpcija svetlosti takođe veća od efekta. 

## Fizičke pojave pri apsorpciji svetlosti
Pod uticajem spoljašnjih faktora i agenasa u molekulu dolazi do fizičkih i hemijskih promena, tako i pri apsorpciji svetlosti javljaju se određene fizičke pojave.

### Ekscitacija
Elektroni koji čine spoljašnji omotač molekula su vezani za svoje orbite i na normalnoj biološkoj temperaturi nalaze se na najnižem energetskom nivou, u osnovnom stanju. Svaka orbita, koja predstavlja putanju za elektrone, sastoji se od porodice orbita, koje odgovaraju stanju povišene energije. Elektron čija se energija poveća primanjem kvanta svetlosti (fotona), prelazi na svoju sledeću orbitu, koja odgovara povišenoj energiji. To je ekscitirano, ili pobuđeno stanje molekula. Elektron koji je u osnovnom stanju označen sa n ili π, označava se kao n*, odnosno π* u pobuđenom stanju. Kada molekul apsorbuje svetlost, mogući su prelazi elektrona n u n*, ili π u π*. Energija fotona koji izaziva prelazak elektrona mora biti jednaka energetskoj razlici između dve orbite. Za molekule jednog jedinjenja postoje utvrđene moguće orbite sa fiksnim energetskim razlikama među njima, tako da se elektronski prelazi mogu ostvariti ako upadna svetlost sadrži fotone odgovarajuće energije. Otuda je razumljivo što su apsorpcioni spektri karakteristični za pojedina jedinjenja: apsorbuju se zraci one talasne dužine, odnosno energije, koji su u stanju da izazovu elektronske prelaze iz osnovnog u ekscitirano stanje. 
U molekulu složene strukture, kao što su hlorofili, svaka energetska orbita ima nekoliko bliskih energetskih stanja, ili vibracionih nivoa. Elektroni koji prelaze iz jedne orbite u drugu, mogu poći sa raznih vibracionih nivoa osnovne orbite i dospeti na razne vibracione nivoe ekscitiranog stanja. Otuda jedna populacija organskih molekula ne apsorbuje samo zrake jedne talasne dužine, kao npr. atomi metala, nego širi deo spektra oko jedne glavne talasne dužine. U većoj populaciji molekula najveći broj ipak apsorbuje jednu određenu talasnu dužinu i ona predstavlja maksimum u apsorpcionom spektru. Sa udaljavanjem od maksimuma sve manji broj molekula apsorbuje zrake kraće, odnosno duže talasne dužine i njihov broj je raspoređen simetrično oko maksimuma. Stoga se apsorpcioni spektar karakteriše talasnom dužinom maksimalne apsorpcije i poluintezitetskom širinom, tj. širinom spektra (u nm) na delu na kome je intenzitet apsorpcije 50% od maksimalnog.
U molekulu hlorofila postoje dve moguće orbite ekscitiranog stanja; viša orbita odgovara energiji fotona plave, a niža fotonu crvene svetlosti. Zbog toga se maksimumi apsorpcije hlorofila nalaze u plavom i crvenom delu spektra, te apsorpcija ove svetlosti dovodi hlorofil u ekscitirano stanje.
Ekscitirano stanje molekula je vrlo nestabilno i kratkotrajno. Veoma brzo dolazi do deekscitacije, pri čemu se molekul hlorofila oslobađa primljene energije i vraća u osnovno stanje. Postoje različiti putevi deekscitacije: fluorescencija, fosforescencija, indukovana rezonancija i gubitak elektrona.

### Fluorescencija i fosforescencija
Kada hlorofil apsorbuje plavu svetlost, ekscitirano stanje (drugi singlet) traje svega jedan bilioniti deo sekunde. Elektron gubi deo energije u vidu toplote i vraća se prvo u nižu moguću orbitu ekscitiranog stanja; ova orbita, inače odgovara energiji kvanta crvene svetlosti i na nju prelaze elektroni pri apsorpciji crvene svetlosti. Prema tome, bilo da hlorofil apsorbuje plavu, bilo crvenu svetlost, pobuđeni elektron se uvek nađe na istoj orbiti. Ovo ekscitirano stanje je nešto stabilnije i traje milijarditi deo sekunde (prvi singlet). U ovom vremenu elektron, pre svega, pada na najniži vibracioni nivo iste orbite, pri čemu se mali višak energije gubi kao toplota. Zatim može doći do potpune deekscitacije, kada se elektron vrati na osnovnu orbitu. Energija koja se tada oslobađa ponovo se emituje ako kvant svetlosti i ova svetlosna emisija je poznata kao ’’’fluoresencija’’’. U takvom slučaju molekul hlorofila je najpre apsorbovao, a zatim emitovao svetlost. Zbog prelaza na niže vibracione nivoe u okviru orbite ekscititranog stanja, izvesna količina apsorbovane energije se uvek gubi kao toplota. Prema tome, ponovno emitovana svetlost iam manju energiju nego apsorbovana. Drugim rečima, talasna dužina fluorescentne svetlosti je uvek veća od apsorbovane. Hlorofil a u etarskom rastvoru apsorbuje na 430 i 665 nm, a fluorescira na 680 nm.
Do deekscitacije može doći i posrednim putem, preko promene ekscitiranog spina elektrona. Pošto jedna orbita po pravilu sadrži dva elektrona koja imaju suprotne smerove rotacije oko osovine (kvantni broj spina), koji se arbitrarno obeležavaju kao +½ i –½, u molekulu je ukupan spin S ravan nuli (S=0). Pri prelazu elektrona na višu orbitu njihov spin se ne menja, molekul se nalazi u singlet stanju. Kod hlorofila postoji prvi i drugi singlet, zavisno od apsorbovane energije (crvene odnosno plave svetlosti). Međutim, može se dogoditi da dođe do reverzije spina jednog elektrona u toku ekscitiranog stanja. Tada par elektrona ima spin istog znaka a ukupni spin molekula je 2S+1. Ovo stanje molekula je označeno kao triplet stanje. Ono je stabilnije od prethodnih ekscitiranih stanja i traje od stohiljaditog do hiljaditog dela sekunde. Može se dogoditi da elektron iz triplet stanja ponovo promeni spin i vrati se u osnovnu orbitu, a da se višak energije ponovo emituje kao foton. Ta pojava se zove ’’’fosforescencija’’’.

### Indukovana rezonancija
Još jedan način deekscitacije sastoji se u prenošenju energije sa jednog molekula pigmenta na drugi. Pre svega može se dogoditi da fluorescentnu svetlost jednog molekula apsorbuje drugi molekul. Međutim, ako su molekuli dovoljno blizu jedan drugom, ne mora doći do emisije fotona, nego se ekscitirano stanje, ’’’eksciton’’’, jednog molekula kao kvant energije prenosi na drugi molekul. Ova pojava se zove ’’’indukovana rezonancija’’’ i ima veliki značaj za primarne procese u fotosintezi. Prenos ekscitona se može obaviti na molekul koji apsorbuje svetlost iste ili manje energije, odnosno veće talasne dužine. Na taj način, apsorbovana energija može u vidu ekscitona da se prenese preko većeg broja molekula pigmenata i uvek je kanalisana u pravcu molekula koji apsorbuje svetlost sa najvećom talasnom dužinom.

### Fotohemijska reakcija
Sva tri opisana načina deekscitacije predstavljaju dobro poznate fizičke promene, koje se sreću i u toku fotosintetičkog procesa, no one nisu način kojim se energija svetlosti koristi u fotosintezi. U njima se svetlost apsorbuje i odmah potom ponovo emituje, ne menjajući stanje u kome se nalaze molekuli pigmenata. Fotosinteza započinje tek kada ekscitirani molekul hlorofila izgubi elektron koji se našao na orbiti sa višom energijom. Da bi se to dogodilo, potrebno je da u blizini ekscitiranog hlorofila postoji neko jedinjen je koje taj elektron može da primi, tj. akceptor elektrona. Pri tom se hlorofil oksiduje i ostaje pozitivno naelektrisan, a akceptor se redukuje. U molekulu hlorofila ostaje elektronska praznina i hlorofil sada prima elektron od trećeg jedinjenja, koje postaje donor. Redukcija nekog jedinjenja nije više fizička, već fotohemijska pojava. To je prva oksido-redukujuća reakcija, kojom počinje fotohemijska faza fotosinteze. Svetlosna energija koja je dovela do ekscitiranog stanja hlorofila i koja je pretvorena u redukcioni ekvivalent, predstavlja inicijalnu energiju koja pokreće sve kasnije fotosintetičke reakcije.

## Literatura
- Peter W. Atkins: Physikalische Chemie. VCH, 1987/88,.  978-3-527-25913-7, S. 305.
- Georg Wittke: Farbstoffchemie. 3. Aufl., Diesterweg, Frankfurt am Main 1992,.  978-3-425-05368-4.
- H.G. O. Becker: Einführung in die Photochemie. Deutscher Verlag der Wissenschaften, 1991,.  978-3-326-00604-8.
- Paul A.Tipler, Gene Mosca: Physik für Wissenschaftler und Ingenieure. 2. Aufl., 2004,.  978-3-8274-1164-8, S. 994–996.

## Spoljašnje veze
- https://svejefizika.wordpress.com/2014/01/08/apsorpcija-svetlosti/
- http://bs.scribd.com/doc/278664710/Bioloski-fakultet-Beograd-Fotosinteza-I#scribd
- https://web.archive.org/web/20151127154040/http://megasrbija.com/udzbenici